# Pterolophia assamensis
Pterolophia assamensis là một loài bọ cánh cứng trong họ Cerambycidae.